# Bucarest Challenger 3
Il Bucarest Challenger 3, noto anche come Trofeul Țiriac-Năstase, è un torneo professionistico di tennis giocato su campi in terra rossa, che fa parte dell'ATP Challenger Tour. Giocato al Centrul Național de Tenis al Federației Române de Tenis di Bucarest in Romania, è stata disputata solo la prima edizione del settembre 2021, che faceva parte della categoria Challenger 80 con un montepremi di 44 820 €.

## Albo d'oro

### Singolare
| Anno | Campione     | Finalista      | Punteggio |
| ---- | ------------ | -------------- | --------- |
| 2021 | Jiří Lehečka | Filip Horanský | 6–3, 6–2  |

### Doppio
| Anno | Campioni                      | Finalisti                       | Punteggio        |
| ---- | ----------------------------- | ------------------------------- | ---------------- |
| 2021 | Ruben Gonzales Hunter Johnson | Maximilian Marterer Lukáš Rosol | 1–6, 6–2, [10–3] |